# Ononis vaginalis
Ononis vaginalis är en ärtväxtart som beskrevs av M.Vahl. Ononis vaginalis ingår i släktet puktörnen, och familjen ärtväxter. Inga underarter finns listade i Catalogue of Life.